# Маха Таммарача
Маха Таммарача (тай. มหาธรรมราชา); 1514 — 30 червня 1590) — 18-й володар Аюттхаї у 1569—1590 роках. Відомий також як Санпхет I. Засновник династії Сукхотай.

## Життєпис

### Правитель Сукхотай
Належав до сукхотайської знаті. Власне ім'я не відоме. Про молоді роки обмаль відомостей. На початку 1530-х років увійшов до почту Чайрачи, васального правителя Сукхотай. 1534 року разом з ним перебрався до Аюттхаї, де Чайрача став правителем. Тут отримав титул Кхун Пхіренторатеп, під яким тривалий час був відомий.
1548 року, коли правитель Йодфа був повалений власною матір'ю Сі Судачан й трон перебрав узурпатор Кхун Воравонгзатхірат увійшов в змову з аюттхайським аристократом Сі Таммасоком та правлячою династією Накхонсітаммарату на чолі з Кхуном Інтаратепом, разом з якими скинув Воравонгзатхірата, поставивши на трон Маха Чаккрапхата.
Невдовзі одружився з Саватдірат, донькою правителя Аюттхаї, отримавши посаду васального правителя Сукхотай з титулом Маха Тхаммарача. Під час війни з імперією Таунгу у 1548 році в битві біля Кампхаенг-Пхет військо на чолі із з упаратою (спадкоємцем) Рамесуаном аюттхайське військо зазнало поразки, внаслідок чого Маха Тхаммарача опинився в полоні. Звільнений лише 1549 року, коли Маха Чаккрапхат віддав 2 білих слонів.
1563 року під час нової війни з Таунгу брав участь у битві біля Пхітсанулоку (столиці Сукхотай), після поразки зачинився у місті, де витримав облогу до 2 січня 1564 року, коли через брак їжі здався. Визнав зверхність правителя Баїннауна, внаслідок чого отримав окремий васальний статус від Махінтхратхірата, нового володаря Аюттхаї, що став лише номінальним його сюзереном. Відбив атаку останнього.
1568 року не підтримав повстання Маха Чаккрапхат, що повернувся на трон Аюттхаї, залишився вірним Баїннауну. У відповідь війська Лансангу і Аюттхаї взяли його в облогу в місті Пхітсанулоку. Втім Кхун Пхіренторатеп протримався до приходу бірманців. Після смерті Маха Чаккрапхата і повалення його наступника Махінтхратхірата 1569 року був поставлений на трон Аюттхаї, від імені якої визнав зверхність Таунгу.

### Володар Аюттхаї
Надав дружині тронне ім'я Вісуткасат. Маха Тхаммарача попрохав Баїннауна повернути його синів Наресуана та Екатотсарота до Аюттхаї в обмін на його доньку Супханканлаю як дружину Баїннауна, яка вступила з ним у шлюб у 1571 році. Маха Таммарачатхірат зробив Наресуана васальним королем Сукхотай і упаратою.
У 1570 році стикнувся з вторгненням Баром Рачеа I, володаря Камбоджі, що взяв в облогу столицю Аюттхаї. Втім зрештою вдалося відбити напад. У 1574 році за наказом Баїннауна долучився зі своєю арміюдо походу на Лансанг. Камбоджійці скористалися цією можливістю, щоб вторгнутися доАюттхаї, але також були відбиті.
У 1578 році Четта I, новий володар Камбоджі, захопив Хорат і Сарабурі(в Сукхотаї). Наресуан послав війська влаштувати засідку на камбоджійців у Чайбадані, не давши загарбникам досягти Аюттхаї.
У 1583 році новий володар імперії Таунгу Нандабаїн стикнувся з повстаннями на півночі. Він зажадав допомогу аюттхайським військом. Але те повільно рушило до Ави під керівництвом Наресуана. У 1584 році Наресуан повернувся до себе, недосягши міста. Невдовзі Маха Таммарача оголосив про незалежність. У тому ж році Нандабаїн рушив на Аюттхаю, але на шляху до столиці зазнав поразки від Наресуана. До 1590 року було відбито ще 3 вторгнення бірманської армії.
Помер Маха Таммарача 1590 року. Йому спадкував Наресуан.